# Estação Antônio Bezerra
A Estação Antônio Bezerra é uma estação de Veiculo Leve sobre Trilhos (VLT) integrante da Linha Oeste do Metrô de Fortaleza, operada pela Companhia Cearense de Transportes Metropolitanos (Metrofor). Localiza-se na Rua José Aciolly, nº 244, no bairro Antônio Bezerra, em Fortaleza, capital do Estado do Ceará, Brasil.
De acordo com dados da Companhia Cearense de Transportes Metropolitanos, a estação registrou 112.103 passageiros em 2024, o que representa uma média mensal de aproximadamente 9.342 usuários.

## Histórico
A estação foi inaugurada em 12 de outubro de 1917, com o nome de Barro Vermelho, fazendo parte do que hoje é a Ferrovia Teresina-Fortaleza. A estrutura original da estação era em estilo colonial inglês, ficava situada no final da plataforma atual. Era composta de uma linha férrea que passava pelo lado esquerdo e outra pelo lado direito que se encontrava logo adiante. Existiam três compartimentos: no primeiro, funcionava a sala do telégrafo, com janelas para cada lado; no segundo ficava a bilheteria e administração da estação e o terceiro ficava o deposito de cargas. Ao lado existiam vários bancos de madeiras, o telhado era em estilo tesoura onde existia um sino pendurado no teto no lado direito que anunciava com fortes badaladas a chegada e saída dos trens. A cor da fachada era sempre amarela com letras pretas identificando a parada, primeiro, Barro Vermelho, depois, após os anos 1940, Antônio Bezerra e logo acima a logomarca da RVC e depois RFFSA. Não existiam grades ou cercas a seu redor.
Essa estrutura original da estação foi demolida e a atual construída em seu lugar, como objetivo de atender ao sistema de trens suburbanos de Fortaleza. Em 2010 a estação passou por uma reforma juntamente com as demais estações da Linha Oeste.

## Características
Seguindo o modelo das demais estações da Linha Oeste a atual estação Antônio Bezerra possui uma estrutura simples, composta por uma única plataforma central em alvenaria, coberta por um telhado de amianto sustentado por vigas de ferro localizadas ao centro da plataforma. Ao longo da estação estão distribuídos bancos de concreto e lixeiras. Seu acesso é realizado por meio de uma rampa que da acesso a um bloco onde se localiza um pequeno bicicletário, catracas torniquetes para a saída e a bilheteria, onde o usuário, após pagar o valor necessário, tem acesso a plataforma.